# 東京キリスト教青年会会館
東京キリスト教青年会会館（とうきょうきりすときょうせいねんかいかいかん）は、神田美土代町にかつてあった東京青年会（現・東京YMCA）の本部会館である。1894年（明治27年）に建設され、神田錦町にあった映画館錦輝館と共に青年の交流の場であった。その後、1992年（平成4年）に改築され、東京YMCAの本部会館として2003年（平成15年）まで使用された。基督教青年会館、東京基督教青年会館、神田の基督教青年会館、東京青年会館、神田YMCA、YMCA神田会館など様々な呼称がある。

## 概要
東京キリスト青年会会館は1894年（明治27年）以来、明治時代、大正時代、昭和時代を通じ文化の御殿といわれて親しまれた。英語の教授、近代スポーツの導入と普及、人事相談、学生寄宿舎の設置、講演会、聖書研究会の開催、小集団活動など多彩な事業で親しまれてきた。
会館の建物は、1889年に北米YMCAから海外派遣主事として着任したJ.T.スウィフトが、自身が受け取るべき遺産と募金によって1894年に建設され、設計は鹿鳴館やニコライ堂などを設計したイギリス人建築家のジョサイア・コンドルが担当した。赤レンガの壮麗な会館には1000人を収容する大講堂があり、アインシュタインや内村鑑三、板垣退助など、数々の思想家が講演を行った。
日本で初めて体育館に室内温水プールが造られたことでも知られ、従来の古式泳法に代わり、クロールやバックストローク（背泳ぎ）など近代泳法が研究され、当時、最新設備が整った総合体育館として東洋一と言われた。プールはオリンピック選手たちの練習場や強化合宿の会場としても使われ、1928年アムステルダムオリンピックで800mリレー銀メダルを獲得した高石勝男や1949年(昭和24年)の全米選手権で400、800、1500m自由形の世界新記録を樹立し「フジヤマのトビウオ」と呼ばれた古橋広之進をはじめ、1932年ロサンゼルスオリンピックで金メダルを数多く獲得した日本選手団も事前合宿を行うなど、日本水泳界の競技レベルの向上と国際化に大きく貢献した。
また、東京YMCAはバスケットボールやバレーボールなど多くのスポーツを日本に紹介し、普及に貢献したことでも知られている。

## 沿革

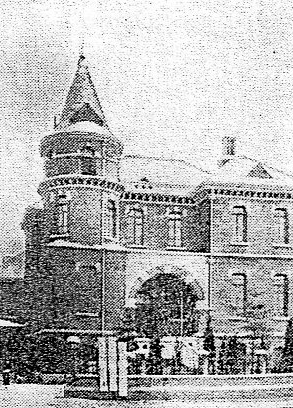
建造当時の東京キリスト教青年会会館

- 1880年（明治13年）3月12日 「東京青年会」が結成される。[注釈 1]
- 1880年（明治13年）5月8日 日本最初のYMCAである「東京青年会」の創立式。
- 1894年（明治27年）5月5日 東京基督教青年会会館(以下、「会館」)が建設され、献堂式が行われる。[5]
- 1895年（明治28年）9月22日、会館で救世軍の開戦を告げる集会が開かれた。[6]
- 1900年（明治33年）10月24日 会館で在日プロテスタントの各派のミッションによる第三回在日宣教師会議が開催された。
- 1901年（明治34年）5月21日　会館で津田仙を座長にして足尾銅山鉱毒問題の『同情者』の会が開かれ、田中正造が講師に招かれた。
- 1905年（明治38年）5月11日明治元訳聖書の改訳のための最初の会合が会館を会場にして開かれた。[注釈 2]
- 1905年（明治38年）12月20日 基督教青年会、禁酒同盟会、基督教婦人矯風会の共催により、東京市内日露戦争死者の追悼会を会館で開催する。[7]
- 1906年（明治39年）6月2日 会館で小林愛雄が自身の作詞作曲によるオペラ『羽衣』の上演を行う。[注釈 3]
- 1910年（大正9年）3月12日 会館で大正改訳聖書の改訳委員の第一回会合が開催された。[注釈 4]
- 1910年（明治43年）12月16日、会館で小林富次郎の葬儀が取り行われた。[注釈 5]
- 1915年（大正4年） フス殉教500年記念会が開催される。
- 1916年（大正5年） 会館で、米国聖書会社創立100年記念演説会が開催される。[8]
- 1917年（大正6年） 会館内に日本初の室内温水プールが開場する。
- 1917年（大正6年）10月31日 会館で宗教改革400年記念会が開催される。
- 1918年（大正7年）1月6日 内村鑑三、木村清松、中田重治らが会館のA講堂で「預言の聖書的研究会」を開催する。
- 1918年（大正7年）11月8日 内村鑑三の「基督再臨研究東京大会」が3日間行われた。
- 1919年（大正8年）5月26日 会館が内村鑑三に会館使用拒否を通告する。[9]
- 1920年（大正9年）10月28日 明治大学ハーモニカソサエティーの演奏会で明治大学校歌が初演奏される[注釈 6]。
- 1922年（大正11年）11月24日 来日した物理学者アルベルト・アインシュタインが会館で一般講演「物理学における空間および時間」を行う。
- 1923年（大正12年）関東大震災により会館を失う。焼け残った体育館を避難所として提供[2]。
- 1924年（大正13年）9月5日 会館で関東大震災の朝鮮人及中国人虐殺懺悔祈祷会が開催される。[10]
- 1939年（昭和14年）4月29日 会館で全国から30の教会の代表が集まり、日本独立基督教会同盟会創立総会が開かれた。
- 1944年（昭和19年）2月25日 食料節約のため地下食堂が雑炊食堂となる[11]。
- 1945年（昭和20年）会館は体育館の一部を除き戦災を免れたが、同年12月GHQに接収され米国軍婦人宿舎となる。そのため東京YMCAは富士見町の日本基督教神学専門学校校舎へ移転した[3][12]。
- 1949年（昭和24年）6月 元YMCA協力主事でGHQ民間情報教育局青年部長として再来日していたラッセル・L・ダーギンの尽力もあり、会館が返還される[3]。
- 1992年（平成4年） 会館の本館ビルが改築工事を行う。
- 2003年（平成15年） 約58億円の債務を抱えて経営困難に陥り、神田の本部会館を売却する[13]。その後、YMCAは江東区東陽町に本部を移転する[14]。その後、取り壊されて跡地は「住友不動産神田ビル」 (ベルサール神田)になっている[15]。